# Slatinná louka u Velenky (národní přírodní památka)
Slatinná louka u Velenky je národní přírodní památka vyhlášená roku 1973. Nachází se nedaleko obce Hradišťko v okrese Nymburk. Je součástí rozsáhlého přírodního parku Kersko – Bory, ve kterém se nachází Naučná stezka Bohumila Hrabala.
Jedná se o evropsky významnou lokalitu. NPP blízce sousedí se stejnojmennou přírodní památkou (PP) Slatinná louka u Velenky. Lokalita je významná díky jedinečnému výskytu lněnky bezlistenné (Thesium ebracteatum) a velké populaci mečíku bahenního (Gladiolus palustris). Území se pyšní faktem, že se jedná o zbytek polabských luk.
Tato lokalita je ovlivňována lidskou činností. Jako je odvodňování, používání zemědělských hnojiv a herbicidů a kosení. Největší vliv na složení rostlinného společenstva má kosení, které se zde praktikuje po desetiletí. Díky odvodňování má dnešní louka charakter střídavě vlhkých bezkolencových luk.

## Lokalita

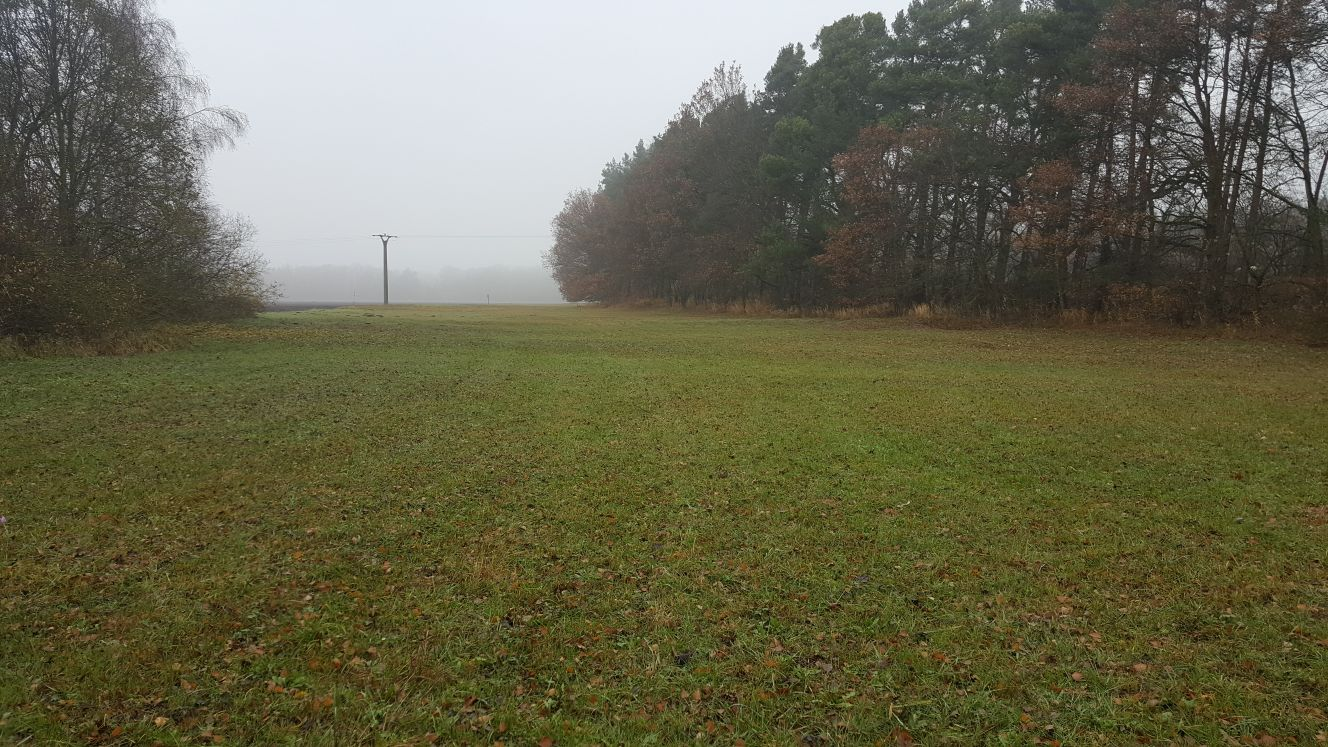
NPP Slatinná louka u Velenky

Území národní přírodní památky Slatinná louka u Velenky se nachází asi 1,5 km na sever od obce Velenka, 1 km na západ od obce Semice, v okrese Nymburk. Na západní hranici louka sousedí se slavnou chatařskou osadou Kersko, která je známá díky pobytu úspěšného českého spisovatele – Bohumila Hrabala. Katastrálně patří území pod Hradištko u Sadské, ve Středočeském kraji.  
Louka se rozkládá v nadmořské výšce 187 metrů. Tvar reliéfu je plochý. Celé území se protahuje ve směru sever – jih. Oblast se vyznačuje teplým klimatem. Průměrná roční teplota je 9 °C. Roční úhrn srážek je 553 mm. Jedná se tak o nejteplejší část Polabí. Chráněná oblast je v bezprostřední blízkosti se zemědělskou půdou. Po západní hranici je veden odvodňovací kanál a oblast sousedí s lesním porostem. V blízkosti louky se nachází malý rybník.
NPP Slatinná louka u Velenky sousedí se stejnojmennou přírodní památkou (PP) Slatinná louka na západní hranici. Tyto dvě lokality jsou odděleny Velenským potokem a zalesněnou hrází.Celé území je vedeno jako evropsky významná lokalita patřící do soustavy Natura 2000 (kód lokality: CZ 0212021 – Slatinná louka u Velenky).

## Historie
Na území dnešní louky byl v 15. století vybudován rybník, který však nebyl ekonomicky přínosný, proto byl na konci 18. století zrušen. Pozůstatkem po rybníce je hráz, která odděluje NPP od PP. Nyní je hráz zalesněna.
Slatinná louka u Velenky byla vyhlášená jako zvláště chráněné území (ZCHÚ) 29. prosince 1972 Ministerstvem kultury České socialistické republiky. Vyhláška začala platit 9. března 1973 (číslo vyhlášky 17977/1972 Sb.). Zvláště chráněné území bylo vyhlášeno pouze na nejhodnotnější části území. Toto území měřilo asi 1,0421 ha. Teprve v roce 2011 byla vyhlášená národní přírodní památka a chráněné území se rozšířilo na současných 2,4874 ha. 

## Přírodní údaje

### Geologie
Podklad je tvořen křídovými sedimenty cenomanského stáří. Tento podklad je dále překryt kvartérními sedimenty řeky Labe a humolity. Z geomorfologického hlediska je území součástí Středočeské tabule. Půdní podklad je tvořen slatinnou organozemí.  Na vyvýšeninách se vyskytují vápnité písky.

### Hydrologie
Lokalita na západní straně úzce sousedí s Velenským potokem a pravostranným přítokem Kounického potoka. Velenský potok vtéká do bezejmenného rybníka, ze kterého opět vytéká.

### Flora
Lokalita je bohatá na luční porost. Součástí porostu jsou zvláště chráněné druhy, druhy vedené v Červeném seznamu a v soustavě Natura 2000. Z důvodů odvodňování má lokalita charakter střídavě vlhkých bezkolencových luk, v některých částech nalezneme prvky slatin. Nejvýznamnější druhy tohoto území jsou lněnka bezlistenná (Thesium ebracteatum) a mečík bahenní (Gladiolus palustris). Oba druhy mají evropský význam a jsou kriticky ohrožené. V případě lněnky je Slatinná louka u Velenky jednou ze dvou lokalit v ČR, kde se tento druh vyskytuje. V minulosti bylo známo celkem 5 lokalit výskytu v ČR. V této lokalitě má poměrně silnou populaci a stabilní výskyt. Případné ohrožení výskytu může představovat změna vodního režimu (odvodnění), větší množství zemědělských hnojiv a absence managementu (kosení). V případě mečíku je v rámci ČR chráněné území lokalita s nejbohatší populací tohoto druhu. Počet rostlin se pohybuje okolo jednoho tisíce. V minulosti se vyskytoval na 15 místech, nyní pouze na třech lokalitách. Případné ohrožení výskytu může představovat změna vodního režimu (odvodnění), větší množství zemědělských hnojiv, absence managementu (kosení), nevhodný termín kosení, vysoké stavy černé zvěře, nevhodné lesnické hospodaření.

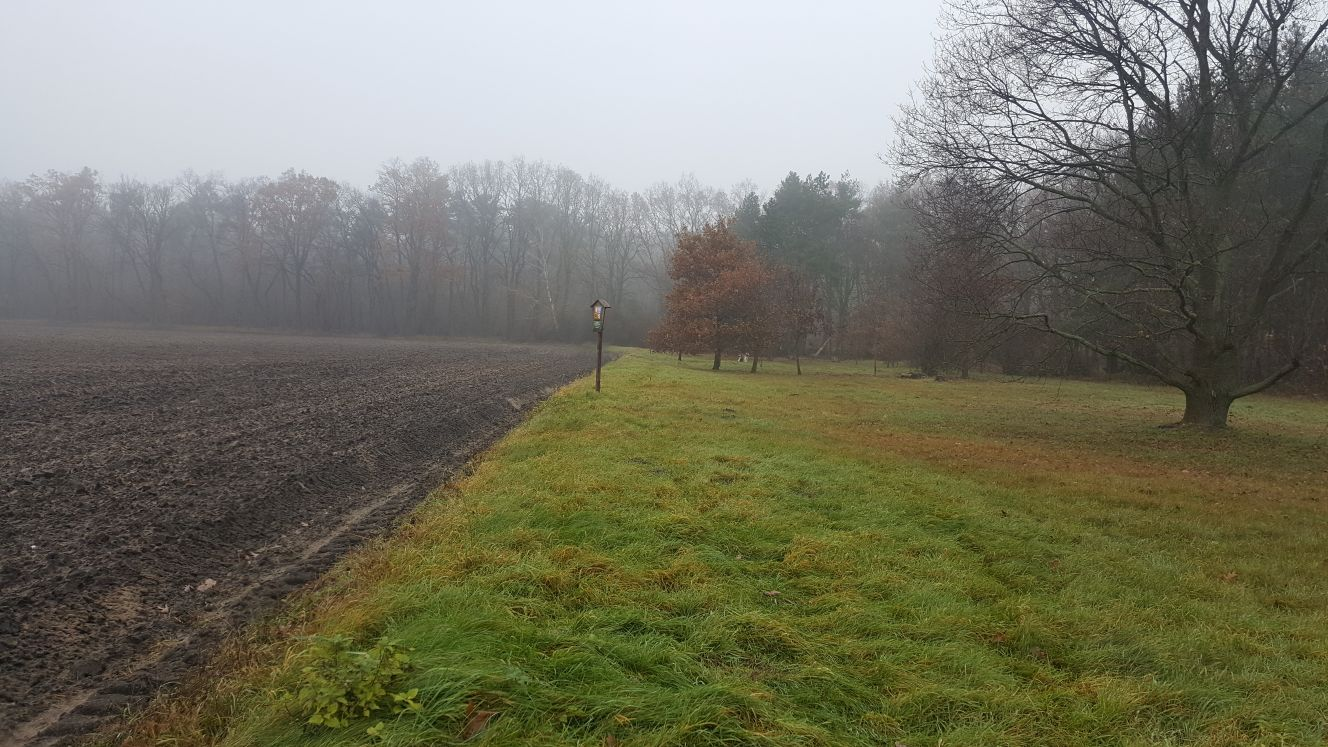
NPP Slatinná louka u Velenky

Mezi zvláště chráněné druhy, které jsou v chráněném území k vidění, patří: hadí jazyk obecný (Ophioglossum vulgatum), hvozdík pyšný pravý (Dianthus superbus subsp. superbus), kosatec sibiřský (Iris sibirica), pětiprstka žežulník (Gymnadenia conopsea), pěchava slatinná (Sesleria uliginosa) a vstavač kukačka (Orchis morio). Na východní hranici území se vyskytují keře, náletové dřeviny, ostružníky a kopřivy. Na západní hranici území se vyskytují – trnka obecná (Prunus spinosa), svída krvavá (Cornus sanguinea), střemcha obecná (Prunus padus), kalina obecná (Viburnum opulus), vrba popelavá (Salix cinerea). Na jižním cípu hranice chráněného území se vyskytují – borovice, břízy, dub zimní (Quercus petraea) a podrost keřů.
V ochranném pásmu se vyskytují hvozdík pyšný (Dianthus superbus), zvonek klubkatý (Campanula glomerata), kamýšek obecný (Scirpoides holoschoenus), mochna bílá (Potentilla alba), černohlávek velkokvětý (Prunella grandiflora).

### Fauna
V chráněném území se vyskytují především zástupci z říše bezobratlých. Vyskytuje se zde celkem 32 druhů denních motýlů a jeden druh z čeledi Vřetenuškovití (Zygaenidae). Nejvzácnější druh z denních motýlů vyskytující se v této lokalitě je babočka jilmová (Nymphalis polychloros), která je v oblasti Polabí velmi vzácná. Dále v lokalitě můžeme naleznout 3 druhy stonožek (Chilopoda), 12 druhů mnohonožek (Diplopoda) a 7 druhů suchozemských stejnonožců (Oniscidea). Raritou mezi druhy je v této lokalitě výskyt svinky (Armadillidium zenckeri), která se vyskytuje v ČR pouze na dvou lokalitách. Nejvíce zástupců mají brouci (Coleoptera). Celkem se zde vyskytuje 94 druhů. Nejpočetnější zástupci jsou z čeledí: nosatcovití (Curculionidae) a tesaříkovití (Cerambycidae). Charakteristické druhy pro tuto oblast jsou květník zelený (Dascilus cervinus), střevlíček velkokřížný (Panagaeus cruxmajor), světluška větší (Lampyris nostiluca) a tesařík (Strangalia attenuata). 
Z říše obratlovců zde žije slepýš křehký (Anguis fragilis) a ještěrka obecná (Lacerta agilis).

## Ochrana
Předmětem ochrany, NPP Slatinné louky u Velenky, je zbytek polabských luk se vzácnými druhy rostlin a s jedinečnými společenstvy. Dlouhodobým cílem péče je jednoznačně provozování vhodného managementu za účelem vytvoření vhodných podmínek pro udržení a následný rozvoj populací rostlinných druhů.

### Kosení
Území NPP bylo již v minulosti kontinuálně koseno. Výjimka byla mezi lety 1963–1973. Toto hospodaření je bezpochyby jedním z důvodů zachování současné druhové diverzity. Samotné kosení je vždy plánované až po 30. červnu, z důvodu vysemenění vzácných druhů rostlin. Mimo kosení je velmi důležitý samotný odvoz pokosené trávy. Kosí se celoplošně pomocí těžké mechanizace. Vzhledem ke struktuře půdy a půdní fauny by bylo šetrnější kosení lehčí mechanizací nebo ručně vedenou sekačkou. V chráněném území se vyskytují i nekosené části, které jsou botanicky méně hodnotné.

### Zemědělství
Chráněné území (západní hranice) úzce sousedí se zemědělskou plochou, která je využívána hlavně pro pěstování zeleniny. S pěstováním souvisí používání herbicidů a hnojiv, které mají negativní vliv hlavně v hraniční zóně. V minulosti v důsledku přílišného hnojení docházelo k eutrofizaci hraniční zóny, k šíření polních plevelů a nitrofilních bylin. Samotné jádro chráněného území nebylo poškozeno. Pro zamezení poškozování chráněné lokality se doporučuje, aby v ochranném pásmu NPP nebyly používány jak herbicidy, tak hnojiva. Vhodné by bylo tuto část zatravnit.

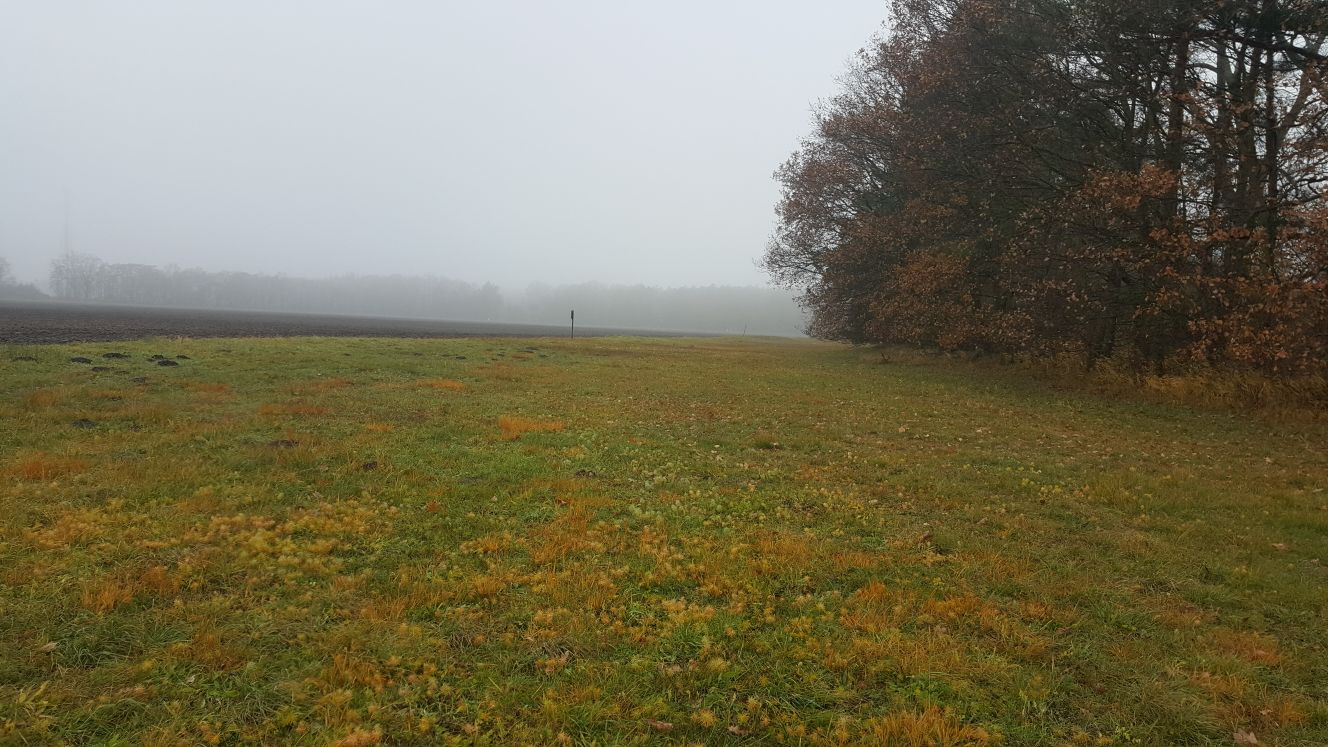
NPP Slatinná louka u Velenky

### Odvodňování
V roce 1989 byl vybudován otevřený příkop za účelem odvodňování okolních zemědělských pozemků. Jeho zřízení způsobilo částečné odvodnění chráněného území. Toto odvodnění mělo za následek vymizení některých rostlinných druhů, např. vstavače bahenního (Orchis palustris). Příkop je hluboký asi jeden metr a vede zemědělskými pozemky západně od chráněné lokality.

### Vyrýpávání rostlin
Stále častěji se objevují případy, kdy si lidé vyrýpávají některé druhy rostlin, za účelem zasazení na svých zahradách. Vybírají si hlavně vzácné druhy, jako například lněnku bezlistennou (Thesium ebracteatum) a mečík bahenní (Gladiolus palustris). V důsledku vyrýpávání dochází k úbytku rostlinných populací. 

## Turismus

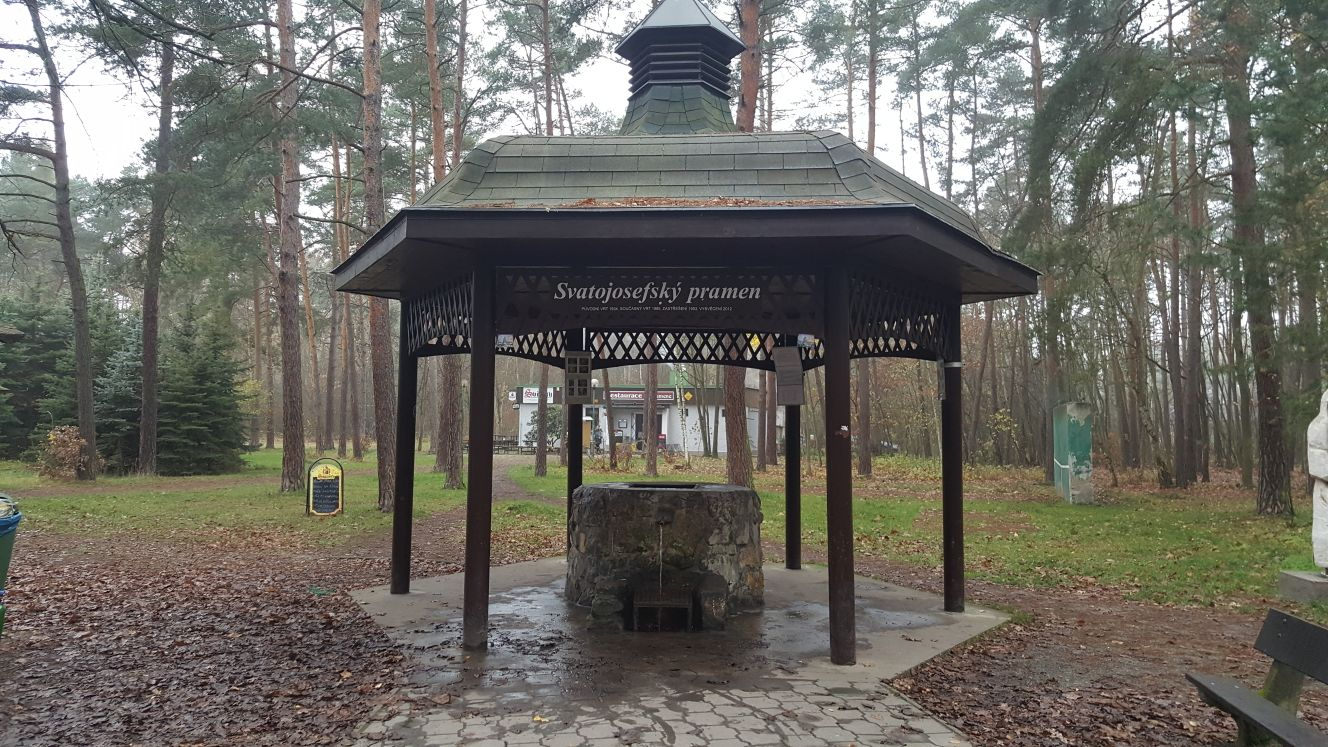
Zastávka č. 3 Naučné stezky Bohumila Hrabala: Svatojosefský pramen

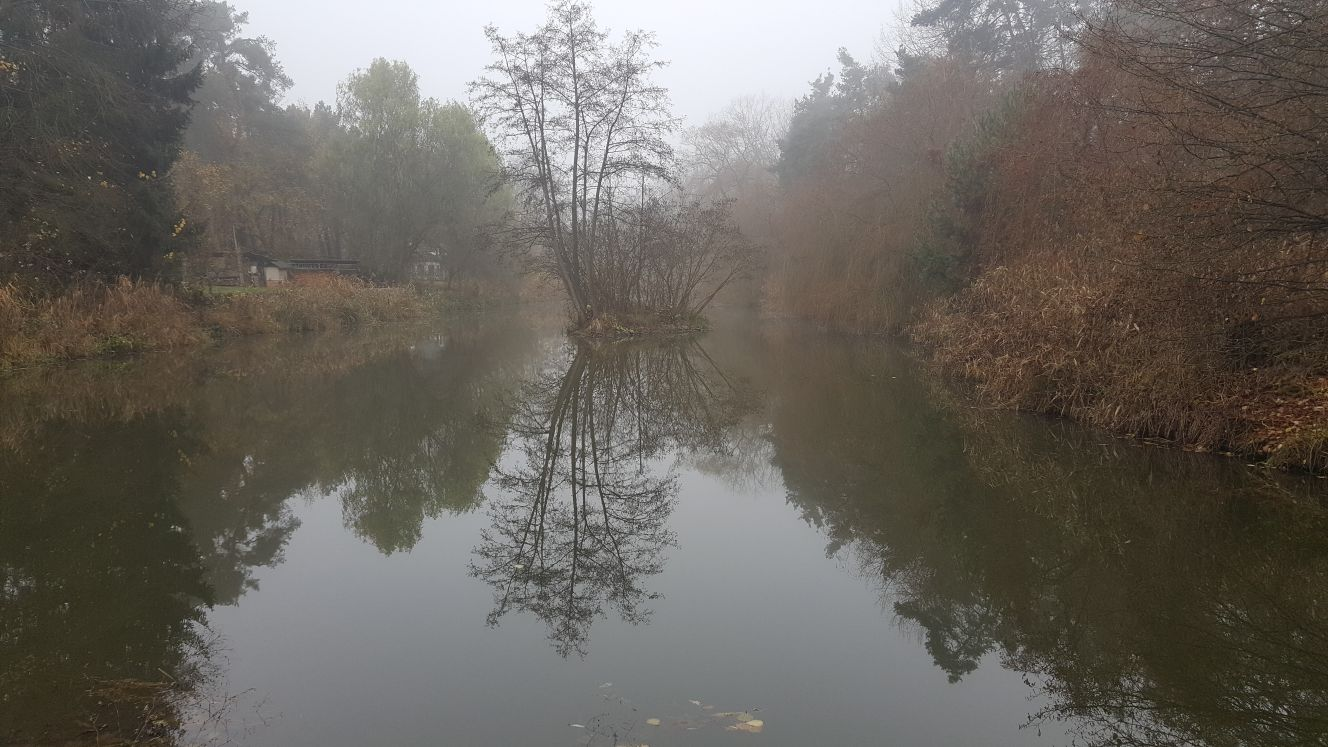
Zastávka č. 4 Naučné stezky Bohumila Hrabala: Rybník

NPP je součástí rozsáhlého přírodního parku Kersko-Bory. Nejnovější vymezení parku bylo vyhlášeno 15. března 2010. Mimo NPP Slatinná louka u Velenky zde můžeme najít PP Kerské rybníčky, ve kterých se vyskytuje čolek velký (Triturus cristatus).
Celým územím vede Naučná stezka Bohumila Hrabala, který ve zdejší krajině žil a čerpal inspiraci pro svou tvorbu. Stezka má celkem 13 zastávek s informačními panely a odpočinkovými lavicemi. Stezka vznikla roku 2014 u příležitosti 100. výročí narození spisovatele Bohumila Hrabala.
Součástí parku je chatařská osada Kersko, ve které se natáčel slavný film Slavnosti sněženek. Na stezce je možné navštívit chatu Bohumila Hrabala, několik restaurací, známé stavby z filmu Slavnosti sněženek nebo Svatojosefský pramen, jehož voda je místními obyvateli přezdívána Kerka. Lokalita leží mimo stezku Bohumila Hrabala a není označena turistickými značkami.